# ルーカス・サンタナ
ルーカス・マスカレーャシュ・サンタナ（Lucas Mascarenhas Santana, 1970年10月18日 - ）
は、ルーカス・サンタナ（Lucas Santtana）のステージ名で知られる、
ブラジルサルヴァドール生まれの歌手、作曲家、音楽プロデューサー。
エレクトロアコースティック（Electro-acoustic）のジャンルで国際的に注目を集めている。
「1950～70年代頃のブラジル音楽に新たな息吹を吹き込んで今に蘇らせた」
と米国メディア等では紹介されている。

## ディスコグラフィー
ここの項目の主要ソース：
- Eletro Ben Dodô (2000)
- Parada de Lucas (2003)
- 3 Sessions in a greenhouse (2006)
- Sem Nostalgia (2009)
- O Deus que devasta mas também cura (2012)
- Coitadinha Bem Feito – As canções de Ânglea Ro Ro (2013)
- O Deus que devasta mas também cura (reedição) (2013)[注 1]
- Sobre Noites e Dias (2014)